# Колесник, Алексей Николаевич
Алексей Николаевич Колесник (укр. Колєснік Олексій Миколайович; 26 февраля 1949 года, Коломак, Харьковская область — 28 января 2015 года, Валки, Харьковская область) — советский и украинский партийный деятель, политик, чиновник. Член КПСС с 1973 года. Член НДП. Председатель Харьковского областного совета.

## Биография
Алексей Колесник родился 26 февраля 1949 года в поселке Коломак Валковского района Харьковской области в семье колхозников.
С 1966 года по 1971 год учился в Харьковском институте механизации и электрификации сельского хозяйства, где по окончании учёбы получил специальность инженера-механика.
С 1971 года работал главным инженером в колхозе им. Кирова в Валковском районе.
С 1973 года заведующий отделом комсомольских организаций, после чего секретарь Валковского райкома ЛКСМУ.
С 1973 года член КПСС.
С 1976 года председатель колхоза им. Ленина в Валковском районе.
С 1983 года второй секретарь, а уже с 1985 года первый секретарь Валковского райкома КПУ.
В 1983 году окончил Высшую партийную школу при ЦК КПУ.
В 1990 году выдвинулся в кандидаты в Народные депутаты избирателями Валковского избирательного округа № 385. 18 марта 1990 года избрался в Верховную раду первого созыва во втором туре, набрав 59,54 % голосов и победив у 6 конкурентов. Был членом Харьковского обкома КПУ, депутатом районного совета на момент избрания. Не входил в группы и во фракции в Верховной Раде. Член Комиссии по вопросам возрождения и социального развития. В июне 1992 года ушёл с должности из-за назначении его представителем Президента в Украины в Валковском районе.
Депутат Харьковского областного совета IV созыва, избрали на избирательном округе № 13. 6 апреля 2002 года был избран председателем Харьковского областного совета. 26 ноября 2004 года досрочно сложил свои полномочия, но потом стал заместителем председателя совета. 8 декабря 2004 года вместо него председателем совета стал Евгений Кушнарев.
Советник председателя Валковского райсовета, помощник-консультант Народного депутата Украины.
С 30 января 2007 года член совета глав предыдущих созывов Валковского районного совета.
29 января 2015 года найден повешенным в своей мастерской.

## Награды
2009 года награждён Почётной грамотой Кабинета Министров Украины. 26 февраля 2009 года награждён почётным знаком Харьковского областного совета «Слобожанская слава». В 2004 году награжден Орденом «За заслуги» ІІІ степени (2004)

## Личная жизнь
Алексей Колесник был женат, у него двое детей.